# La Danseuse blessée
Pour les articles homonymes, voir Woman to Woman.
Pour plus de détails, voir Fiche technique et Distribution.
La Danseuse blessée (Woman to Woman) est un film britannique muet réalisé par Graham Cutts, sorti en 1923.

## Synopsis
L'histoire est tirée d'une pièce qui avait eu du succès à Londres. Il s'agit d'un officier de l'armée anglaise pendant la Première guerre mondiale. À la faveur d'une permission à Paris, il a une liaison avec une danseuse, puis il retourne au front. Là-bas , il est victime d'un choc...il perd la mémoire. Il retourne en Angleterre et il épouse une femme de la haute société. Ensuite réapparaît la danseuse avec un enfant. Conflit...L'histoire se termine par la mort de la danseuse.

## Fiche technique
- Titre original : Woman to Woman

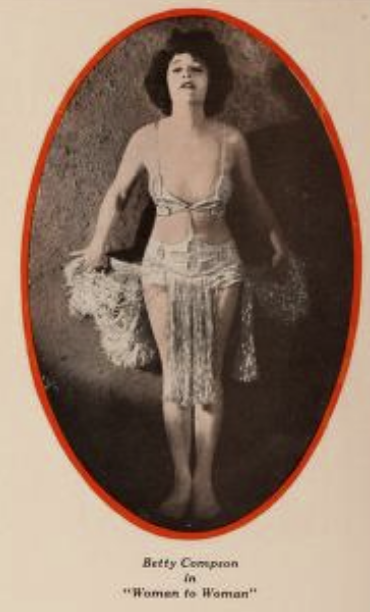
Betty Compson en couverture de Motion Picture News.

- Titre français : La Danseuse blessée
- Réalisation : Graham Cutts
- Scénario : Graham Cutts et Alfred Hitchcock d'après la pièce de Michael Morton
- Production : Michael Balcon et Victor Saville pour Balcon, Freedman & Saville
- Photographie : Claude L. McDonnell
- Décors : Alfred Hitchcock
- Costumes : Dolly Tree
- Montage : Alma Reville
- Assistant-réalisateur : Alfred Hitchcock
- Pays de production :  Royaume-Uni
- Format : Noir et blanc - Film muet - 1,33:1
- Genre : Drame et romance
- Durée : 82 minutes
- Date de sortie : 1923

## Distribution
- Betty Compson : Louise Boucher/ Deloryse
- Clive Brook : David Compton/ David Anson-Pond
- Josephine Earle : Mrs. Anson-Pond
- Marie Ault : Henrietta
- Myrtle Peter : Davy
- A. Harding Steerman : le docteur
- Tom Coventry
- Aubrey Fitzgerald
- Donald Searle
- Madge Tree
- George Turner
- Henry Vibart
- Victor McLaglen : l'esclave nubien (non crédité)

## Autour du film
- Ce film retiendra surtout l'attention pour la participation de Hitchcock qui cumule les fonctions de scénariste, décorateur et assistant-réalisateur.
- C'est lors du tournage du film que ce dernier rencontra sa future femme Alma Reville, alors responsable du script et du montage. Il l'épouse en 1926 à l'Oratoire de Londres.